# Carlo da Forlì
Carlo da Forlì o Carlo Nardini (Forlì, ... – Milano, 13 novembre 1461) è stato un arcivescovo cattolico italiano.

## Biografia

### Origini e carriera ecclesiastica
Originario della nobile famiglia forlivese dei Nardini, Carlo da Forlì (nome col quale venne maggiormente conosciuto nell'ambiente ecclesiastico), aveva intrapreso ancora giovane la carriera ecclesiastica divenendo monaco benedettino ed ottenendo la licenza in diritto canonico. Nel 1451 viene indicato dalle fonti come priore del monastero di San Maiolo a Pavia, ma in quell'anno venne incaricato dall'arcivescovo di Milano, Giovanni III Visconti, di presenziare ad un inventario degli oggetti del duomo, collezione a cui egli aveva contribuito personalmente con la donazione di un ricco piviale. Eletto nel febbraio del 1452 vicario generale dall'arcivescovo Giovanni, Nel 1455 venne nominato commissario pontificio per la raccolta delle decime destinate a finanziare la crociata progettata da papa Callisto III e poi mai realizzata. Nel frattempo, dal 1453 (il Bugatti l'anticipa al 1451, così come il Giulini), era divenuto abate del monastero di San Celso a Milano.

### Arcivescovo di Milano (1457-1461)

#### Elezione inaspettata
Carlo da Forlì fu inaspettatamente nominato arcivescovo di Milano il 19 ottobre 1457, alla morte dell'arcivescovo Gabriele Sforza, da parte del fratello dello scomparso prelato, il duca di Milano Francesco. Questi, infatti, aveva chiesto prima al francescano Giovanni Piceno di assumere la guida della diocesi, ma rifiutò. La scelta quindi cadde sull'abate di San Celso e, poco dopo, Carlo da Forlì ebbe l'approvazione anche dello stesso Callisto III, il giorno 23 ottobre. Sconosciuta è, invece, la data di consacrazione episcopale: si può presumere che essa l'abbia ricevuta non oltre l'autunno dello stesso anno, per poter così esercitare le sue funzioni vescovili.

#### La traslazione delle reliquie di san Galdino e del Santo Chiodo
Ad appena un anno dalla sua elezione alla cattedra episcopale, emanò un decreto ufficiale per la demolizione dell'antica chiesa di Santa Tecla che già dal 1392 era stata dichiarata troppo pericolante per la sua vetustà e come tale si era iniziata nel 1396 la costruzione di una nuova cattedrale, l'attuale Duomo di Milano. L'arcivescovo, il 3 marzo del 1461, fece trasportare, visti i cedimenti architettonici dell'antica chiesa, le reliquie di san Galdino e quelle del Santo Chiodo, ivi conservate, nel Duomo. Sempre nel marzo del medesimo anno, Carlo da Forlì diede ordine di demolire Santa Tecla, nonostante una violenta opposizione dei chierici legati alla chiesa.

#### I Gesuati e altre iniziative pastorali
Carlo da Forlì accolse e promosse in Milano la confraternita laica dei gesuati. Nel 1458 l'arcivescovo rimase profondamente colpito dalla figura di Antonio Bettini, legato pontificio inviato per sollecitare Francesco Sforza nel sostenere la crociata lanciata dal papa. Carlo da Forlì e Francesco Sforza, pertanto, donarono ai gesuati il cenobio di San Girolamo fuori Porta Vercellina. Poche altre informazioni ci sono pervenute del pontificato di questo arcivescovo. Si sa, per esempio, che compì delle visite pastorali nella parrocchia di San Babila a Milano, presso l'Ospedale Maggiore e nella Pieve di Rosate.

#### La data di morte
Di Carlo da Forlì non si sa neppure esattamente la data di morte: l'Ughelli la fissa al 1460, ma la data della traslazione delle reliquie del 1461 smentisce quest'ipotesi. Secondo il Giulini, leggendo degli archivi contenuti nell'archivio capitolare, l'arcivescovo morì tra 4 ottobre e l'8 novembre del 1461, in quanto il vicario generale don Ambrogio Crivelli passò dall'essere vicario generale a vicario capitolare della diocesi in nome del defunto arcivescovo. Gli successe il nipote Stefano Nardini, cardinale e uomo politico di grande influenza alla corte pontificia.

## Successione apostolica
La successione apostolica è:
- Vescovo Antonio Bettini, O.Jes. (1461)